# Piranha Sharks
Piranha Sharks ist ein US-amerikanischer Katastrophenfilm aus dem Jahr 2014 von Leigh Scott, der mit einem Filmbudget von nur 750.000 US-Dollar umgesetzt wurde. Der Film wurde am 8. August 2014 im Internet veröffentlicht.

## Handlung
New York City: Weiße Haie werden biologisch so modifiziert, dass sie die Größe von Piranhas annehmen. Die Piranha-Haie werden für wohlhabende Kunden gezüchtet, damit diese die exotischen Fischchen in ihren Aquarien präsentieren können. Doch dann passiert das Unvorstellbare: Die Piranha-Haie gelangen in die Wasserversorgung und sorgen nun für Angst und Schrecken. Jetzt schweben die potenziellen Opfer sogar beim vermeintlich entspannenden Bad in der Badewanne in Lebensgefahr.

## Besetzung und Synchronisation
Die deutsche Synchronisation entstand durch die Synchronfirma Cinephon in Berlin.
| Rollenname   | Schauspieler           | Synchronsprecher   |
| ------------ | ---------------------- | ------------------ |
| Keating      | Benjamin Kanes         | Maximilian Artajo  |
| Ellsworth    | Brandon Stacy          | Dennis Schmidt-Foß |
| Jackson      | Collin Galyean         |                    |
| Roxy         | Ramona Mallory         | Maria Koschny      |
| Benny        | Josh Hammond           |                    |
| Wally        | John Wells             | Marius Clarén      |
| Brody        | Frederic Doss          |                    |
| Lawrence     | Jon-Christian Costable |                    |
| Kira         | Gina Marie Zimmerman   | Melanie Pukaß      |
| Dominique    | Amy Blackman           |                    |
| Mayor Birnam | Kevin Sorbo            |                    |
| Destiny      | Kristina Page          |                    |
| Jose Caseco  | Jose Caseco            |                    |

## Rezeption
Die Seite ruthlessreviews.com urteilte, was dem Film an „Blut und CGI-Effekten“ fehle, mache er gut durch „schwarzen Humor, großartiges Schauspiel und wunderbare Dialoge“. Im Allgemeinen als „sehr unterhaltsam“ und „überraschend gut gemacht“ bezeichnet. Dabei wurden insbesondere die Leistungen von Amy Blackman und John Wells hervorgehoben.

## Trivia
Im Rahmen der Sendereihe Die Schlechtesten Filme aller Zeiten (SchleFaZ) auf Tele 5, wurde der Film am 01. Dezember 2023 von Oliver Kalkofe und Peter Rütten präsentiert.